# Fasciite
 Mise en garde médicale
En médecine, une fasciite est une inflammation du fascia.
Exemples de fasciites :
- Fasciite nécrosante.
- Fasciite plantaire.
- Syndrome de Shulman.
- Fasciite paranéoplasique, pouvant accompagner certains cancers.
- Fasciite du périnée, ou gangrène de Fournier.